# قائمة ملوك بريطانيا حسب مدة الحكم

الملكة إليزابيث الثانية، صاحبة أطول فترة حكم ملكي في تاريخ بريطانيا، حيث حكمت لمدة 70 سنة و7 أشهر ويومين، ما بين 6 فبراير 1952 إلى 8 سبتمبر 2022.

https://twitter.com/NAWAFa2n1/status/1763810449210908676?t=ICT07k__vYPM9T3xjtEXwQ&s=19 يلي قائمة ملوك المملكة المتحدة (1922-2023)، المملكة المتحدة لبريطانيا العظمى وأيرلندا (1801 - 1922)، مملكة بريطانيا العظمى (1707-1800)، مملكة إنجلترا (871-1707)، مملكة إسكتلندا (878-1707)، مملكة أيرلندا (1542-1800)، وإمارة ويلز (1216-1542)، وهي مرتبة حسب مدة الحكم.
أصبحت الملكة إليزابيث الثانية أطول ملوك بريطانيين حكماً في 9 سبتمبر 2015 عندما تجاوزت عهد جدتها الكبرى الملكة فيكتوريا. أصبحت الملكة إليزابيث في 6 فبراير 2017 أول ملكة بريطانية تحتفل بيوبيلها الياقوتي. واحتفل بيوليها البلاتيني على نطاق واسع في الفترة من 2 إلى 5 يونيو 2022.

## الملوك البريطانيون العشرة الأطول حكمًا
في ما يلي، الملوك العشرة الأطول حكمًا في تاريخ بريطانيا، الذين توجد أدلة مُسجلة موثوقة بشأنهم.
| الترتيب | الصورة | العاهل/ة                        | العمر عند الحكم    | فترة الحكم     | فترة الحكم     | مدة الحكم     | مدة الحكم          |
| الترتيب | الصورة | العاهل/ة                        | العمر عند الحكم    | من             | إلى            | أيام          | سنوات، أيام        |
| ------- | ------ | ------------------------------- | ------------------ | -------------- | -------------- | ------------- | ------------------ |
| 1       |        | إليزابيث الثانية                | 25 سنوات و291 أيام | 6 فبراير 1952  | 8 سبتمبر 2022  | 25,782        | 70 سنوات، 214 أيام |
| 2       |        | فيكتوريا ملكة المملكة المتحدة   | 18 سنوات و27 أيام  | 20 يونيو 1837  | 22 يناير 1901  | 23,226        | 63 سنوات، 216 أيام |
| 3       |        | جورج الثالث ملك المملكة المتحدة | 22 سنوات و143 أيام | 25 أكتوبر 1760 | 29 يناير 1820  | 21,644        | 59 سنوات، 96 أيام  |
| 4       |        | جيمس السادس والأول              | 1 سنة و35 أيام     | 24 يوليو 1567  | 27 مارس 1625   | 21,066        | 57 سنوات، 246 أيام |
| 5       |        | هنري الثالث ملك إنجلترا         | 9 سنوات و27 أيام   | 28 أكتوبر 1216 | 16 نوفمبر 1272 | 20,473        | 56 سنوات، 19 أيام  |
| 6       |        | إدوارد الثالث ملك إنجلترا       | 14 سنوات و73 أيام  | 25 يناير 1327  | 20 يونيو 1377  | 18,410        | 50 سنوات، 147 أيام |
| 7       |        | وليام الأسد                     | حوالي 24 سنوات     | 9 ديسمبر 1165  | 4 ديسمبر 1214  | 17,892        | 48 سنوات، 360 أيام |
| 8       |        | Llywelyn the Great [الإنجليزية] | حوالي 22 سنوات     | 1195           | 11 أبريل 1240  | 16,173–16,902 | ق. 44–46 سنوات     |
| 9       |        | إليزابيث الأولى ملكة إنجلترا    | 25 سنوات و71 أيام  | 17 نوفمبر 1558 | 24 مارس 1603   | 16,198        | 44 سنوات، 127 أيام |
| 10      |        | ديفيد الثاني ملك اسكتلندا       | 5 سنوات و94 أيام   | 7 يونيو 1329   | 22 فبراير 1371 | 15,235        | 41 سنوات، 260 أيام |